# Fourie du Preez
Pour les articles homonymes, voir Du Preez.

a Compétitions nationales et continentales officielles uniquement.

b Matchs officiels uniquement.
Dernière mise à jour le 27 janvier 2016.
Petrus Fourie Du Preez, né le 24 mars 1982 à Pretoria, est un joueur sud-africain de rugby à XV. Il évolue comme demi de mêlée pour les champions du Japon : les Goliath. Considéré comme l'un des meilleurs joueurs à son poste, il remporte la Coupe du monde de rugby 2007 dont il est l'une des grandes stars.

## Biographie
Neveu du rugbyman sud-africain Frik du Preez et fils du troisième ligne centre du Northern Transvaal, Fourie du Preez fait ses débuts en Currie Cup en 2001 avec la province des Blue Bulls. En 2003, il fait ses débuts dans le Super 12 avec les Bulls et un an plus tard, il connaît sa première sélection avec l'équipe nationale d'Afrique du Sud le 12 juin 2004 à l’occasion d’un match contre l'équipe d'Irlande. Très rapidement, il s'installe comme titulaire au poste de demi de mêlée au sein des Springboks et s'impose comme l'un des meilleurs joueurs sud-africains de sa génération. En 2006, il est nommé Meilleur joueur sud-africain de l'année. Il reçoit une deuxième fois cette distinction en 2009. 
Avec les Springboks, Fourie du Preez remporte les éditions 2004 et 2009 du Tri-nations et surtout, la Coupe du monde de rugby 2007. Lors de cette compétition, il s'illustre en demi-finale contre l'Argentine, en  inscrivant un essai de 70 mètres plein d'opportunisme. Brillant lors de la compétition, il récolte de nombreux éloges dont celui de Brian Ashton, entraîneur de l'équipe d'Angleterre qui dit de lui, avant la finale opposant les Springboks au quinze de la Rose : « il est l'un des plus intelligent demis de mêlées actuels ». Plus tôt la même année, il remporte avec les Bulls le Super 14 en s'imposant 20 à 19 face aux Sharks, la franchise devenant la première équipe sud-africaine à remporter la compétition. Avec cette édition, Il remporte deux autres éditions du Super 14, en 2009 où les Bulls s'imposent 61 à 17 avec deux essais de du Preez face aux Chiefs et en 2010, victoire 25 à 17 face aux Stormers. Des titres qui s'ajoutent à son palmarès en Currie Cup puisqu'il remporte aussi à trois reprises cette compétition en 2003, 2004 et 2009. En juin 2010, il est sévèrement blessé à l'épaule et est écarté des terrains pour de nombreux mois. Après la Coupe du monde 2011, il part jouer au Japon avec le club des Suntory Sungoliath. 
Il met un terme à sa carrière professionnelle en 2016.
Par ses qualités, il est souvent comparé à son compatriote légendaire à son poste, Joost van der Westhuizen.

## Palmarès
- Vainqueur de la Top League en 2012 et 2013
- Vainqueur de la Currie Cup en 2002, 2003, 2004, 2009
- Vainqueur du Super 14 en 2007, 2009 et 2010
- Vainqueur de la Coupe du monde en 2007
- Vainqueur du Tri-nations en 2004 et 2009

## Statistiques en équipe nationale
Au 25 octobre 2015, Fourie du Preez 76 sélections, dont 62 en tant que titulaire, avec l'équipe d'Afrique du Sud depuis son premier match disputé le 12 juin 2004 à Bloemfontein contre l'équipe d'Irlande. Il inscrit 80 points, soit 16 essais.
Champion du Monde en 2007, Il participe à trois éditions de la coupe du monde, lors de l'édition 2007 où il obtient six sélections, face à l'équipe des Samoa, l'Angleterre, les États-Unis, l'équipe des Fidji, l'Argentine, et de nouveau l'Angleterre, inscrivant deux essais, lors de l'édition 2011, où il affronte le pays de Galles, les Fidji, les Samoa, la Namibie et l'Australie et en 2015, où il joue contre le Japon, les Samoa, l'Écosse, les États-Unis, le pays de Galles et la Nouvelle-Zélande.
Il participe à sept éditions du Tri-nations ou du Rugby Championship, compétition qui lui succède, en 2004, 2005, 2006, 2008, 2009, 2011 et 2013.